# Petrov (Hodoníni járás)
Petrov település Csehországban, Hodoníni járásban. Petrov Strážnice, Sudoměřice, Rohatec és Vracov településekkel határos. Lakosainak száma 1325 fő (2024. január 1.).

## Népesség
A település lakosságának változását az alábbi diagram mutatja:
| Lakosok száma | 1178 | 1300 | 1200 | 1234 | 1455 | 1382 | 1337 | 1319 | 1316 | 1325 |
|               | 1869 | 1890 | 1921 | 1950 | 1980 | 2001 | 2017 | 2019 | 2022 | 2024 |